# Anton Källberg
Anton Sten Anders Källberg (Sollentuna, 17 de agosto de 1997) es un deportista sueco que compite en tenis de mesa.
Participó en dos Juegos Olímpicos de Verano, obteniendo una medalla de plata en París 2024, en la prueba de equipo, y el quinto lugar en Tokio 2020, en la misma prueba.
Ganó una medalla de bronce en el 2018 y cinco medallas en el Campeonato Europeo de Tenis de Mesa entre los años 2019 y 2022.
En los Juegos Europeos de Cracovia 2023 consiguió una medalla de plata en la prueba de equipo.

## Palmarés internacional
| Juegos Olímpicos   | Juegos Olímpicos      | Juegos Olímpicos  | Juegos Olímpicos |
| Año                | Lugar                 | Medalla           | Prueba           |
| ------------------ | --------------------- | ----------------- | ---------------- |
| 2024               | París (Francia)       | Medalla de plata  | Equipo           |
| Campeonato Mundial |                       |                   |                  |
| Año                | Lugar                 | Medalla           | Prueba           |
| 2018               | Halmstad (Suecia)     | Medalla de bronce | Equipo           |
| Juegos Europeos    |                       |                   |                  |
| Año                | Lugar                 | Medalla           | Prueba           |
| 2023               | Cracovia (Polonia)    | Medalla de plata  | Equipo           |
| Campeonato Europeo |                       |                   |                  |
| Año                | Lugar                 | Medalla           | Prueba           |
| 2019               | Nantes (Francia)      | Medalla de bronce | Equipo           |
| 2021               | Cluj-Napoca (Rumania) | Medalla de bronce | Equipo           |
| 2022               | Múnich (Alemania)     | Medalla de bronce | Dobles           |
| 2023               | Malmö (Suecia)        | Medalla de oro    | Equipo           |
| 2024               | Linz (Austria)        | Medalla de plata  | Dobles           |